# Opopaea ambigua
Opopaea ambigua är en spindelart som beskrevs av Simon 1893. Opopaea ambigua ingår i släktet Opopaea och familjen dansspindlar.
Artens utbredningsområde är Sri Lanka. Inga underarter finns listade i Catalogue of Life.